# The Final Countdown Tour 1986: Live in Sweden – 20th Anniversary Edition
The Final Countdown Tour 1986: Live in Sweden – 20th Anniversary Edition – album DVD zespołu Europe, wydany w 2006 roku. Album zawierał nagranie koncertu grupy z 26 maja 1986 roku (Solnahallen, Solna, Szwecja), a także wywiady, niepublikowane wcześniej zdjęcia i biografię zespołu.

## Lista utworów
1. "The Final Countdown"
2. "Wings of Tomorrow"
3. "Ninja"
4. "Carrie"
5. "On the Loose"
6. solo perkusyjne
7. "Cherokee"
8. "Time Has Come"
9. "Open Your Heart"
10. "Rock the Night"
11. "Stormwind"
12. "Dance the Night Away"
13. "The Final Countdown"

## Skład zespołu
- Joey Tempest – wokal, gitary akustyczne
- John Norum – gitary, wokal wspierający
- John Levén – gitara basowa
- Mic Michaeli – iinstrumenty klawiszowe, wokal wspierający
- Ian Haugland – perkusja, wokal wspierający